# Powiedz mi to w twarz
Powiedz mi to w twarz – singiel polskiej piosenkarki Zuzy Jabłońskiej, wydany 6 października 2018 nakładem wytwórni Universal Music Polska. Piosenkę skomponowali Patryk Kumór, Małgorzata Uściłowska, Dominic Buczkowski-Wojtaszek, a słowa napisali Patryk Kumór, Małgorzata Uściłowska, Dominic Buczkowski-Wojtaszek, Jan-rapowanie, Siles.
Do piosenki został zrealizowany oficjalny teledysk, który został opublikowany premierowo 6 października 2018 na kanale „Zuza Jabłońska” w serwisie YouTube. Za jego reżyserię odpowiadała Dawid Ziemba.
Singiel został nagrany w duecie z Janem-rapowanie i Silesem. Piosenka jest głośnym sprzeciwem wokalistki wobec problemów z komunikacją międzyludzką oraz zjawiska hejtowania w internecie. W akcję "Powiedz mi to w twarz" zaangażowali się m.in.: Sarsa, Marcelina Zawadzka, Czesław Mozil, Roksana Węgiel, 4Dreamers, Patryk Kumór, Lanberry, Michał Szczygieł, Magda Bereda, Żelka, Dawid Kwiatkowski oraz ekipa The Voice Kids. 24 listopada 2018 zaśpiewała swoją piosenkę w drugim live 9. edycji programu TVP2 The Voice of Poland.

## Lista utworów
Singel CD
1. „Powiedz mi to w twarz” – 3:06

## Notowania na listach przebojów

### Pozycje na listach airplay
| Kraj   | Lista (2018)      | Najwyższa pozycja |
| ------ | ----------------- | ----------------- |
| Polska | AirPlay – Top     | 33                |
| Polska | AirPlay – Nowości | 1                 |

## Certyfikat
| Kraj          | Certyfikat      | Sprzedaż |
| ------------- | --------------- | -------- |
| Polska (ZPAV) | platynowa płyta | 20 000+  |